# Bonomi B.S. 2 Balestruccio
Il Balestruccio era un aliante ad ala alta prodotto dall'azienda italiana Aeronautica Bonomi negli anni trenta.

## Tecnica
Caratterizzato da un'ala controventata da due montanti e costituita da quattro parti: due centrali disposte a V, rettangolari, e due esterne, trapezoidali, con le estremità raccordate.
La fusoliera era profilata a sezione esagonale e il posto del pilota era completamente chiuso e raccordato con la fusoliera in modo da ottimizzare l'aerodinamica.

Era provvisto di un pàttino sottostante la fusoliera.